# Hieronima Sikorska
Hieronima Sikorska (ur. 25 września 1931 w Lipuszu, zm. 22 marca 2010 tamże) – polska kustosz, bibliotekarka, posłanka na Sejm PRL III kadencji.

## Życiorys
Uzyskała wykształcenie średnie, z zawodu bibliotekarka. Pracowała na stanowisku kierowniczki Gromadzkiej Biblioteki w Lipuszu, następnie prowadziła bibliotekę Centralnego Muzeum Morskim w Gdańsku, której była kierownikiem w latach 1983–1995. W trakcie kierowania biblioteką CMM doprowadziła do adaptacji wnętrz i przeniesienia zbiorów do nowo odbudowanych spichlerzy na Ołowiance. Przez kilka kadencji była ławnikiem Sądu Rejonowego w Gdańsku. Społecznie prowadziła zespół tańca kaszubskiego w Lipuszu. Należała do Zjednoczonego Stronnictwa Ludowego, w 1961 została wybrana posłem na Sejm PRL w okręgu Gdynia, zasiadała w Komisji Kultury i Sztuki. W trakcie pełnienia mandatu wsparła lokalizację na Kaszubach Zakładów Porcelany Stołowej „Lubiana”.
Odznaczona Złotym Krzyżem Zasługi, Odznaką 1000-lecia Państwa Polskiego oraz Odznaką „Zasłużony Działacz Kultury”.